# Sjokz
Eefje Depoortere ( prononcé en néerlandais : ['eːfˌjɵ dɛˈpoːrtɵrɵ]), née le 16 juin 1987, connue professionnellement comme Sjokz ( /ʃ ɒ k s / shocks ), est une présentatrice, journaliste esports et mannequin belge.
Sa principale activité est d'être l'hôtesse du LEC depuis 2013. Depuis 2019, elle n'est plus en contrat exclusif avec le LEC, ce qui lui permet d'animer d'autres évènements,.
Elle est aussi reconnue pour parler cinq langues (le flamand, l'anglais, l'allemand, le français et l'espagnol).

## Carrière
Elle était une joueuse compétitive du tournoi Unreal Tournament '99 et a concouru dans plusieurs LAN et a remporté plusieurs EuroCups ClanBase avec l’équipe nationale belge. Le nom « Sjokz » est une orthographe phonétique de « chocs » en flamand et provient de son utilisation du fusil de choc dans Unreal Tournament,.
Sjokz a commencé à travailler en tant que journaliste indépendant pour la production de contenu relatif aux sports électroniques pour SK Gaming et ESFi World. Elle a obtenu une maîtrise en histoire et en journalisme et un diplôme en enseignement de l'Université de Gand,,. Elle a été couronnée du concours Aardbeienprinses van Beervelde 2009. Eefje a été finaliste pour la troisième place au concours de Miss Style Belgique 2011,,,.
C'est grâce à Travis "Tnomad", journaliste du magazine Esports, qui diffuse l'émission YouTube de Gafford "Whose League is it Anyway?" que Sjokz est devenu connue dans la communauté. En raison de sa popularité sur WLIA, elle a ensuite été embauchée pour animer la série des championnats Européen de League of Legends. Elle a souvent remercié Gafford de l'avoir aidée à s'établir dans l'eSport,. Elle est également connue pour l'émission sur YouTube Summoner Recap sur la chaîne YouTube SK Gaming, l'une des premières émissions de League of Legends. En 2013, elle a accueilli la finale mondiale de League of Legends au Staples Center à Los Angeles, en Californie. Elle a également accueilli le championnat du monde 2015, qui s'est déroulé en Europe,. Elle a remporté le prix du « meilleur hôte Esports » lors de la cérémonie des Game Awards 2018 et 2020.